# Hanna Skydan
Hanna Oleksandriwna Skydan (ukrainisch Ганна Олександрівна Скидан; aserbaidschanisch Anna Skidan; * 14. Mai 1992 in Krasnyj Lutsch, Ukraine) ist eine ehemals ukrainische, jetzt aserbaidschanische Hammerwerferin, die seit 2013 für Aserbaidschan startberechtigt ist.

## Sportliche Laufbahn
Erste Erfahrungen bei internationalen Meisterschaften sammelte Hanna Skydan im Jahr 2009, als sie bei den Jugendweltmeisterschaften in Brixen mit einer Weite von 48,30 m den zwölften Platz belegte. Anschließend erreichte sie beim Europäischen Olympischen Jugendfestival (EYOF) in Tampere mit 54,55 m Rang fünf. Im Jahr darauf schied sie bei den Juniorenweltmeisterschaften im kanadischen Moncton mit 48,78 m in der Qualifikation aus und bei den Junioreneuropameisterschaften 2011 in Tallinn brachte sie in der Qualifikation keinen gültigen Versuch zustande. 2012 qualifizierte sie sich für die Olympischen Sommerspiele in London, bei denen sie mit 68,50 m aber bereits in der Vorrunde ausschied. Nach den Spielen wurde Skydan aserbaidschanische Staatsbürgerin und durfte daher bis 2014 an keinen internationalen Wettkämpfen mehr teilnehmen.
2015 vertrat sie ihr neues Heimatland bei der 3. Liga der Team-Europameisterschaft, die im Zuge der Europaspiele in Baku stattfand und ging dort im Kugelstoßen, im Diskuswurf sowie mit dem Hammer an den Start und konnte dort zwei Podestplatzierungen erreichen. Anschließend nahm sie an der Sommer-Universiade in Gwangju teil und siegte dort mit einem Wurf auf 70,67 m. Daraufhin startete sie bei den Weltmeisterschaften in Peking, bei denen sie mit 66,91 m aber den Finaleinzug verpasste. Im Jahr darauf gewann sie bei den Europameisterschaften in Amsterdam mit einem Wurf auf 73,83 m die Bronzemedaille hinter der Polin Anita Włodarczyk und Betty Heidler aus Deutschland. Anschließend nahm sie erneut an den Olympischen Spielen in Rio de Janeiro teil und schied dort mit 70,09 m erneut in der Qualifikationsrunde aus. 2017 verbesserte sie ihre Bestmarke bei den Islamic Solidarity Games in Baku auf 75,29 m und gewann damit die Goldmedaille und qualifizierte sich für die Weltmeisterschaften in London, bei denen sie mit 73,37 m im Finale den fünften Platz belegte. Kurz darauf brachte sie bei den Studentenweltspielen in Taipeh in der Vorrunde keinen gültigen Versuch zustande. Im Jahr darauf klassierte sie sich bei den Europameisterschaften in Berlin mit 72,10 m auf dem fünften Platz.
2019 belegte sie bei den Weltmeisterschaften in Doha mit 72,83 m im Finale den siebten Platz und 2021 siegte sie mit einer Weite von 71,18 m bei den Balkan-Meisterschaften in Smederevo. Anschließend startete sie erneut bei den Olympischen Sommerspielen in Tokio, bei denen sie aber mit 69,57 m die Finalteilnahme verpasste. Im Jahr darauf gelangte sie bei den Weltmeisterschaften in Eugene mit 69,01 m im Finale auf den elften Platz und siegte anschließend mit 70,23 m bei den Islamic Solidarity Games in Konya. Daraufhin wurde sie bei den Europameisterschaften in München mit 70,88 m Vierte. 2023 wurde sie bei der 3. Liga der Team-Europameisterschaft im Rahmen der Europaspiele in Chorzów mit 71,69 m Erste und belegte dann im August bei den Weltmeisterschaften in Budapest mit 74,18 m den vierten Platz. Im Jahr darauf wurde sie bei den Europameisterschaften in Rom mit 68,10 m Zehnte, ehe sie bei den Olympischen Sommerspielen in Paris mit 73,66 m im Finale den siebten Platz belegte.
In den Jahren 2012 und 2014 wurde Skydan ukrainische Meisterin im Hammerwurf.

## Persönliche Bestleistungen
- Kugelstoßen: 13,98 m, 17. Mai 2017 in Baku
- Diskuswurf: 49,50 m, 21. Juni 2015 in Baku
- Hammerwurf: 77,10 m, 23. August 2023 in Budapest (aserbaidschanischer Rekord)